# 香港島專線小巴6號線
香港島專線小巴6號線為一條已停辦的專線小巴路線，來往海洋公園至中環渡輪碼頭的小巴路線（經壽臣山），只在星期一至五日間及星期六早上至中午服務，是南區老牌小巴路線之一。

## 歷史
- 1975年7月14日：6號線開辦，初時往來香港仔舊大街至中環（畢打街）。[1]
- 1976年12月17日：總站由香港仔舊大街遷往壽臣山。[2][3]
- 1977年1月10日：為配合海洋公園啟用，總站由壽臣山延長至海洋公園。
- 1977年10月17日：加密至每12分鐘一班；逢星期六賽馬日實施特別交通措施時，改經金鐘道、莊士敦道、灣仔道、摩理臣山道、皇后大道東及司徒拔道往黃泥涌峽道，不經跑馬地。[4]
- 2009年4月3日：由於乘客量下跌及香港島專線小巴69X線提升服務而作出車務調動下，本線由每隔20-35分鐘一班車調整至每隔25-45分鐘一班車。
- 2013年10月：由於深水灣徑住宅「青巒」拆卸重建而導致乘客量下跌，本線由每隔25-45分鐘一班車調整至每隔45-120分鐘一班車。
- 2014年6月8日：由於30多年來乘客量持續下跌，本線停止服務。

## 途經
- 壽山村、黃泥涌峽、藍塘道
- 灣仔道，菲林明道，軒尼詩道
- 港鐵金鐘站及中環站

## 車費
| 由海洋公園開出 | 由海洋公園開出 | 由海洋公園開出 | 由海洋公園開出 | 由海洋公園開出 |
| -------------- | -------------- | -------------- | -------------- | -------------- |
| 海洋公園       |                |                |                |                |
| $10.5          | 黃泥涌峽道     | 黃泥涌峽道     | 黃泥涌峽道     | 黃泥涌峽道     |
| $10.5          | $6             | 成和道         | 成和道         | 成和道         |
| $10.5          | $6             | $5             | 摩利臣山道     | 摩利臣山道     |
| $10.5          | $6             | $5             | $2.5           | 中環碼頭       |

| 由中環碼頭開出 | 由中環碼頭開出 | 由中環碼頭開出 | 由中環碼頭開出 |
| -------------- | -------------- | -------------- | -------------- |
| 中環碼頭       |                |                |                |
| $10.5          | 灣仔道         | 灣仔道         | 灣仔道         |
| $10.5          | $7.5           | 黃泥涌峽道     | 黃泥涌峽道     |
| $10.5          | $7.5           | $6             | 海洋公園       |

## 派車
本路線字軌有1部車，全數為豐田Coaster。
- 以往在星期六服務時間過後及假日全日，本線旗下1部車之中，全數調往52線。該線終止服務前一年開始，逢服務時間過後都作為備用。

## 備註
- 星期日及公共假期停止服務
- 雖然本線以海洋公園作總站，純粹是因為壽臣山區沒有合適地方作小巴總站而已，一般往來海洋公園的市民及遊客甚少乘搭本線，多數是乘搭巴士往來。